# Acacia haematostoma
Acacia haematostoma é uma espécie de leguminosa do gênero Acacia, pertencente à família Fabaceae.